# 艳美杨桃螺
艳美杨桃螺（学名：Harpa harpa）是新腹足目杨桃螺科杨桃螺属的一种。主要分布于印度尼西亚、台湾，常栖息在沿岸。